# Йёхер, Христиан Готлиб
Христиан Готлиб Йёхер (нем. Christian Gottlieb Jöcher; 20 июля 1694, Лейпциг — 10 мая 1758, там же) — немецкий историк литературы и лексикограф.

## Биография
С 1732 г. профессор истории Лейпцигского университета, с 1742 г. хранитель университетской библиотеки.
Наиболее значительный труд Йёхера — биографический «Всеобщий словарь учёных» (нем. «Allgemeines Gelehrten-Lexicon»; Лейпциг, 1750—1751), содержащий сведения о более чем 60 000 авторов и являющийся по сути продолжением начатого Иоганном Менке «Словаря-компендиума учёных» (Compendiöses Gelehrten-Lexicon). Словарь Йехера на более чем полвека послужил основой для аналогичных изданий: его дополняли Иоганн Готлиб Дункель в 1755—1760 гг., Иоганн Кристоф Аделунг в 1784—1787 гг. и, наконец, Генрих Вильгельм Ротермунд в 1810—1822 гг.
В 1719 г. принял место редактора лейпцигской газеты «Acta Eruditorum» (полное название — «Deutsche Acta eruditorum oder Geschichte der Gelehrten, welche den gegenwärtigen Zustand der Litteratur in Europa begreiffen»), в 1740 г. переименовал её в «Zuverlässige Nachrichten von dem gegenwärtigen Zustande, Veränderung und Wachsthum der Wissenschaften».